# Colchicum atticum
Colchicum atticum är en tidlöseväxtart som beskrevs av Wilhelm von Spruner och Muzio Giuseppe Spirito de Tommasini år 1840. Colchicum atticum ingår i släktet tidlösor, och familjen tidlöseväxter. Inga underarter finns listade i Catalogue of Life.
Colchicum atticum växer naturligt i södra Bulgarien och från södra Grekland till centrala Turkiet.

## Bilder

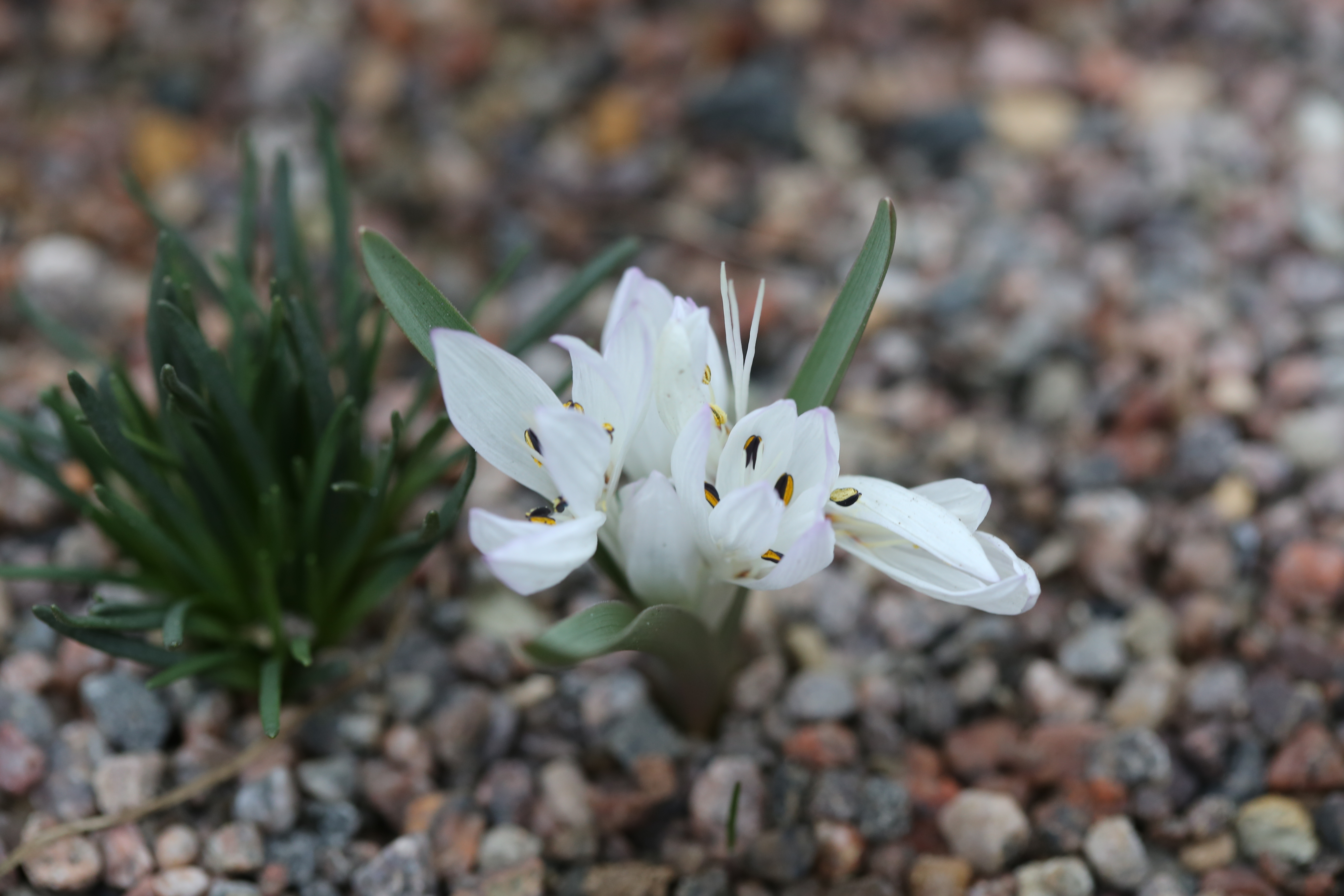
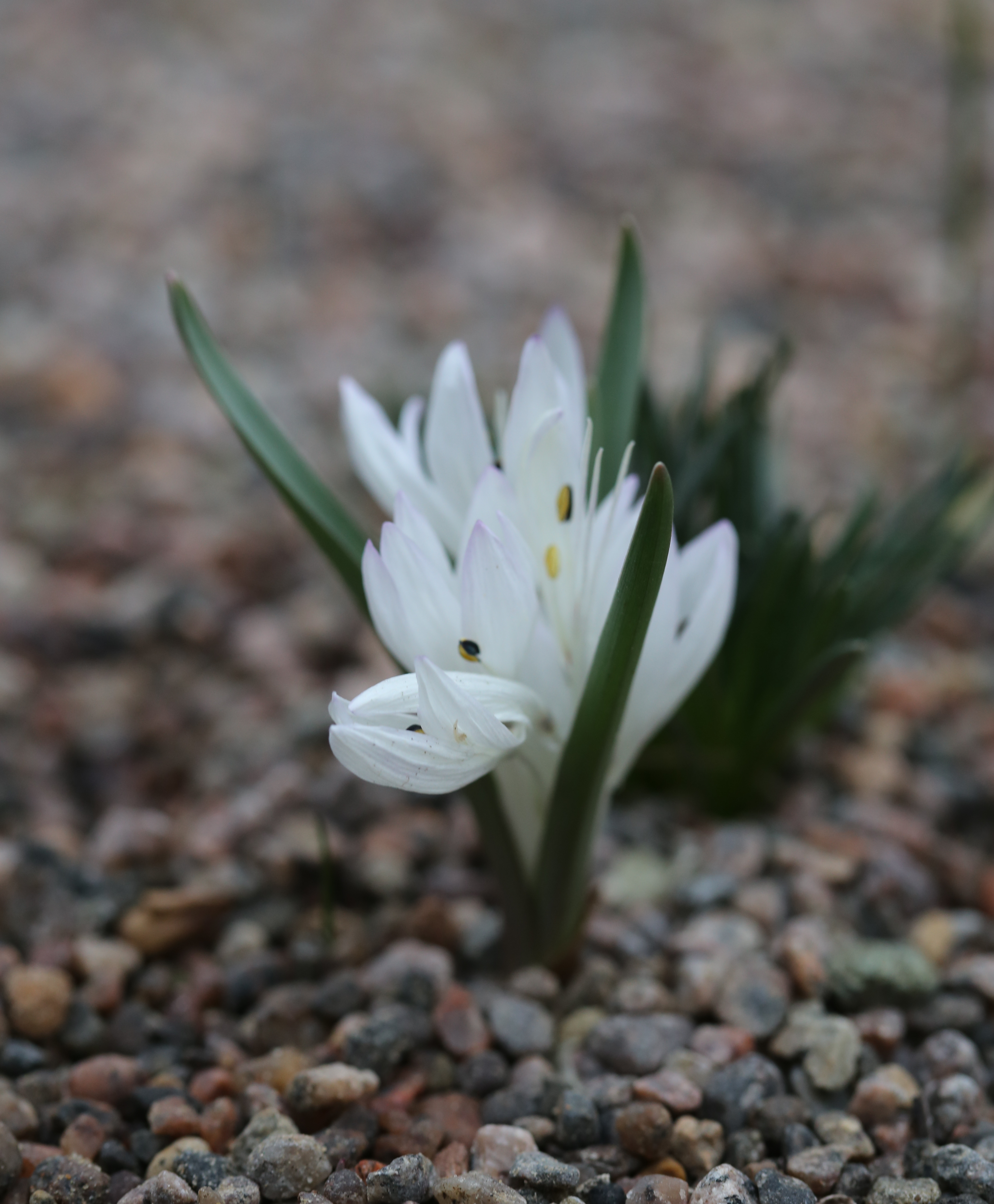